# Emil Hirsch (Antiquar)
Emil Hirsch (geboren 14. März 1866 in Mergentheim; gestorben 27. Juli 1954 in New York) war ein deutscher Buchantiquar.

## Leben

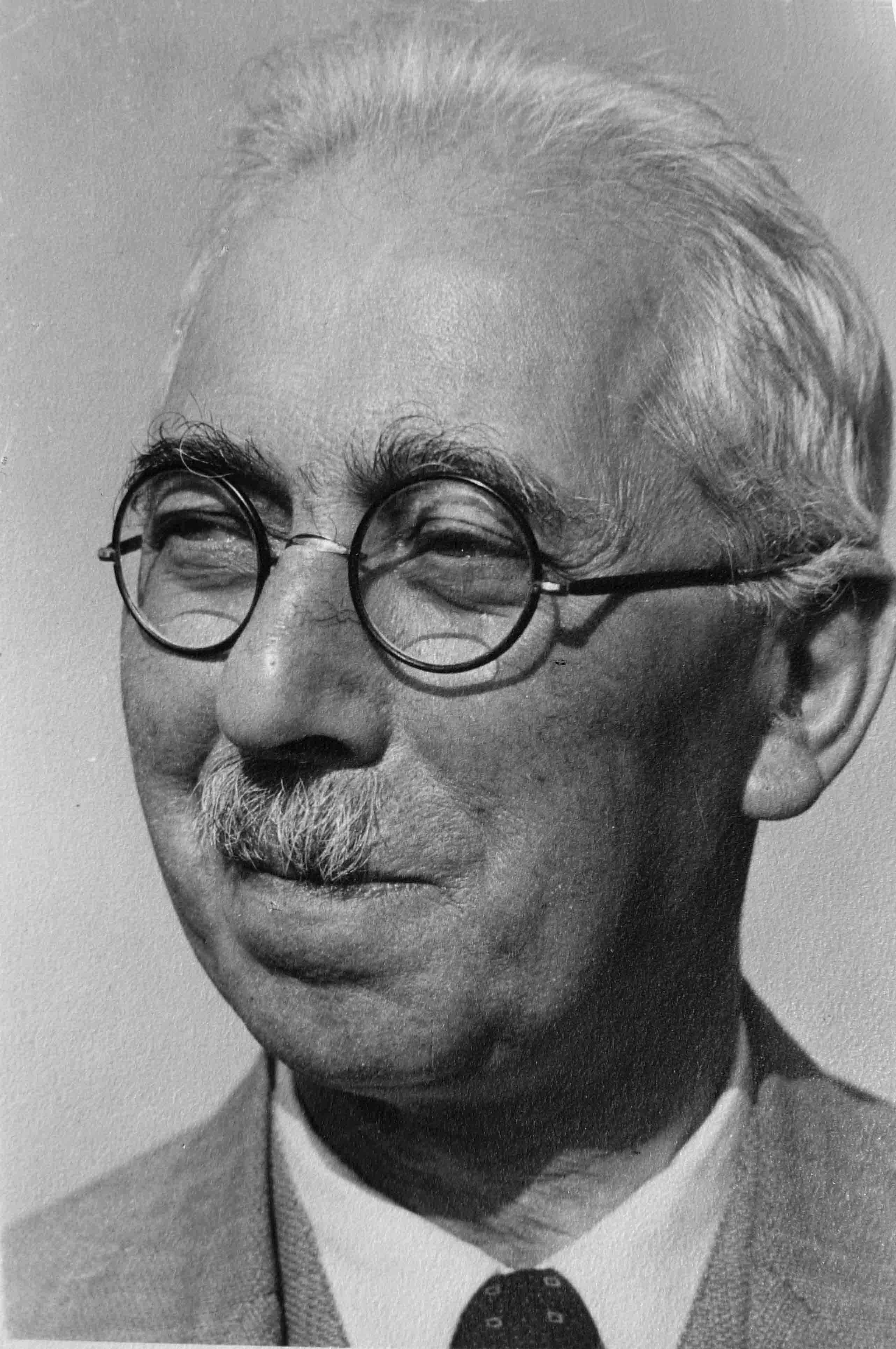
Emil Hirsch

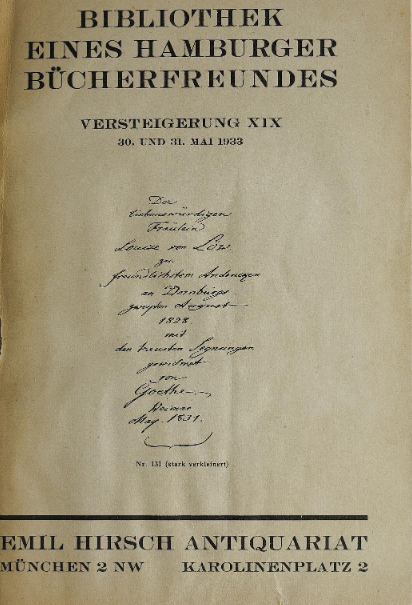
Autograph von Goethe in der Versteigerung im Mai 1933

Emil Hirsch machte mit 15 Jahren eine Buchhändlerlehre bei Ludwig Rosenthal in München. Er ging dann auf die Walz zu Oscar Gerschel in Stuttgart, Zahn & Jaensch in Dresden und zurück nach München und 1892 als Partner von Gottlob Hess. 1897 eröffnete er dort einen eigenen Buchantiquariatshandel, den er später auf deutsche Literatur und Luxusdrucke spezialisierte. Er war 1907 Gründungsmitglied der Gesellschaft der Münchener Bücherfreunde. Hirsch pflegte Kontakte zu Künstlern und Literaten, er ermunterte Hans von Weber bei dessen Projekt Hundertdrucke und unterstützte die bibliophile Bremer Presse. Karl Wolfskehl, Wilhelm Trübner und Franz Marc waren seine Freunde.
Seit 1916 veranstaltete Hirsch Auktionen, bei denen unter anderem Bücher aus den Sammlungen Arthur Rümann, Karl Voll, Georg Hirth, Sayn-Wittgenstein und Piloty versteigert wurden.
Seine Tochter Maria Hirsch heiratete 1929 den Kunsthistoriker Hellmuth Wallach, der in das Geschäft eintrat. Nach der Machtergreifung durch die Nationalsozialisten 1933 musste Hirsch sein Geschäft 1935 aufgeben. Ihm gelang es, 1938 mit einem Großteil seiner Bücherschätze in die USA zu emigrieren. Dort arbeitete er mit in dem von Walter Schatzki und seinem bereits 1937 geflohenen Schwiegersohn betriebenen Antiquariat in New York in der Madison Avenue. Wallach führte das Geschäft in New York bis 1970 und ging dann nach Bern.
Hirschs eigene Buchsammlung wurde 1957 in Amsterdam bei Menno Hertzberger versteigert.